# 新乌尔姆
新乌尔姆（德語：Neu-Ulm，發音：[nɔʏˈʔʊlm] ⓘ）是德国巴伐利亚州施瓦本行政区新乌尔姆县的城市，也是新乌尔姆县的县治，与巴登-符腾堡州非县辖城市乌尔姆隔多瑙河相望，面积80.99平方千米，2023年12月31日人口为61,780人，是施瓦本行政区第三大城市，仅次于奥格斯堡和肯普滕。

## 友好城市
新乌尔姆与以下城市结为友好城市：
- 法國 布瓦科隆布
- 德国 迈宁根
- 美国 新乌尔姆
- 義大利 特里西诺